# Scytalopus parkeri
Scytalopus parkeri là một loài chim trong họ Rhinocryptidae.